# Edwin Katzen-Ellenbogen
Edwin Maria Katzenellenbogen (scritto anche Katzenelnbogen) (Ivano-Frankivs'k, 22 maggio 1882 – 1955) è stato un medico polacco naturalizzato statunitense nel campo di concentramento di Buchenwald.

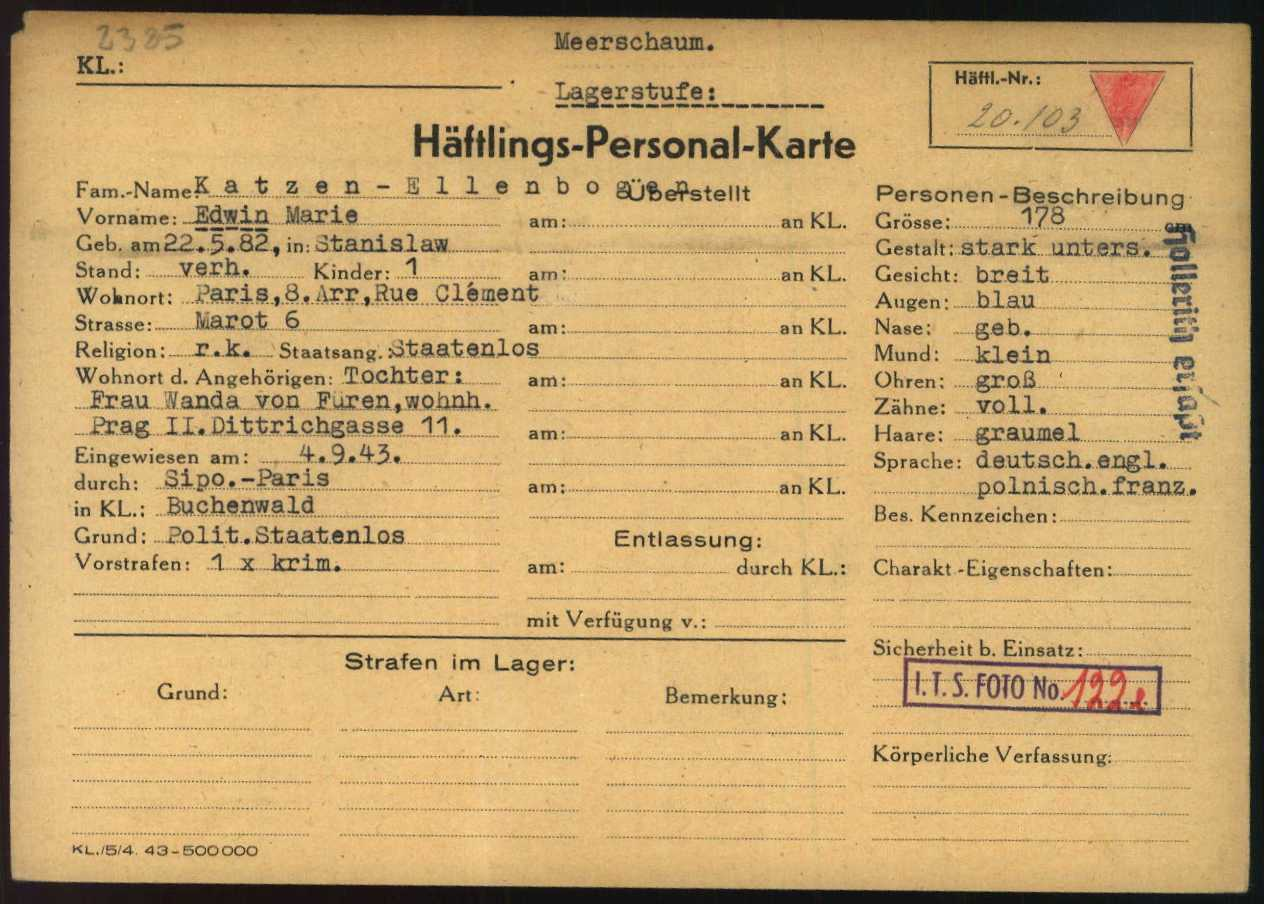
Scheda di registrazione di Edwin Katzenellenbogen come prigioniero nel campo di concentramento nazista di Buchenwald

Diventò cittadino statunitense e lavorò come eugenista per l'istituzione Carnegie. Negli anni '30 era andò in Germania, dove collaborò con i nazisti come medico. Divenne noto per la sua crudeltà soprattutto nei confronti dei comunisti francesi. Nel processo del campo di Buchenwald fu condannato all'ergastolo (in seguito modificato a 15 anni di prigione).